# Chloroclysta caerulata
Chloroclysta caerulata là một loài bướm đêm trong họ Geometridae.